# سامنر گچل

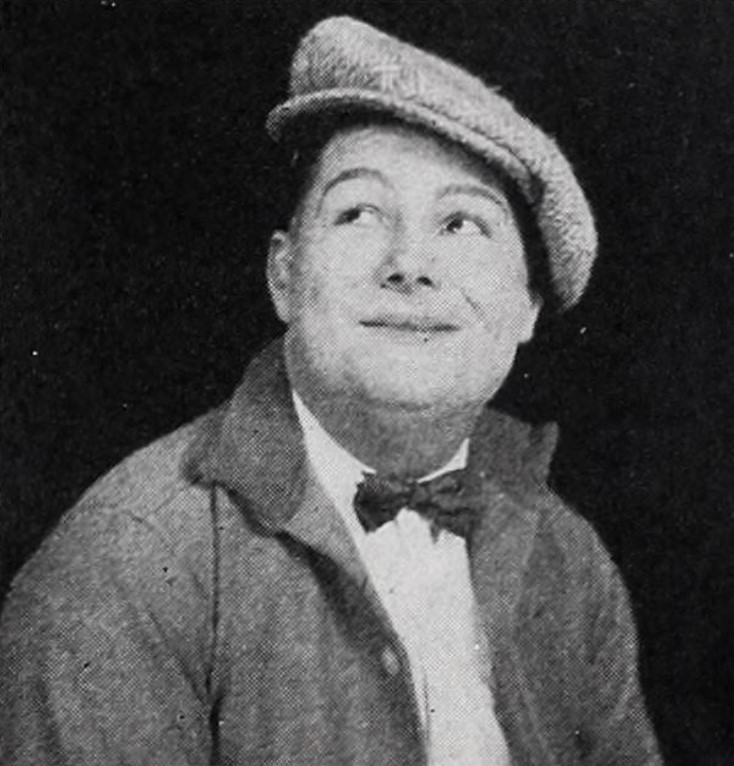
تصویری قدیمی از سامنر گچل، سال ۱۹۵۲ میلادی

سامنر گچل (انگلیسی: Sumner Getchell; ۲۰ اکتبر ۱۹۰۶ – ۲۱ سپتامبر ۱۹۹۰) بازیگر اهل ایالات متحده آمریکا بود.
از فیلم‌ها یا برنامه‌های تلویزیونی که وی در آن نقش داشته‌است، می‌توان به بچه‌ها در شهر اسباببازی اشاره کرد.